# Liste der Nummer-eins-Hits in Singapur (2025)
Diese Liste der Nummer-eins-Hits in Singapur 2025 basiert auf den offiziellen Chartlisten der RIAS. Die Charts basieren allein auf Musikstreaming.

## Singles
| ← 2024 ← | Liste der Nummer-eins-Hits in Singapur | Liste der Nummer-eins-Hits in Singapur    | Liste der Nummer-eins-Hits in Singapur |                           |
| \| Zeitraum \| Wo. ges. \| Interpret \| Titel Autor(en) \| Zusätzliche Informationen \| \| (Zeitraum, Wochen auf Platz eins, Interpret, Titel, Autor[en], zusätzliche Informationen) \| \| \| \| \| \| ----------------------------------------------------------------------------------------- \| -------- \| ----------------------------------------- \| ------------------------------------------------------------------------------------------------------------------------------------------------------------------------------------------------------------------------------------------ \| ------------------------- \| \| 18. Oktober 2024 – 30. Januar 2025 15 Wochen \| 15 \| Rosé feat. Bruno Mars \| Apt. Theron Makiel Thomas, Philip Martin Lawrence II, Michael Donald Chapman, Peter Gene Hernandez, Christopher Steven Brown, Rogét Lufti Chahayed, Park Chae-young, Nicholas Barry Chinn, Omer Fedi, Henry Russell Walter, Amy Rose Allen \| – \| \| 31. Januar 2025 – 13. Februar 2025 2 Wochen (insgesamt 11) \| 11 \| Lady Gaga & Bruno Mars \| Die with a Smile Andrew Wotman, Dernst Emile, James Edward Fauntleroy II, Stefani Joanne Angelina Germanotta, Peter Gene Hernandez \| – \| \| 14. Februar 2025 – 20. Februar 2025 1 Woche \| 1 \| Kendrick Lamar feat. SZA \| Luther Marvin Pentz Gaye Jr., Atia Chade Boggs, Samuel Joseph Dew, Kendrick Lamar Duckworth, Solána Imani Rowe \| – \| \| 21. Februar 2025 – 22. Mai 2025 13 Wochen \| 13 \| LBI利比 \| 跳楼机 (Jumping Machine) Musik: Cheng Dan Ning, Khakimo Luoyang; Text: Jianghui \| – \| \| 23. Mai 2025 – 10. Juli 2025 7 Wochen \| 7 \| Jin \| Don’t Say You Love Me Wyatt Charles Bamford Sanders, Nathan Levi Fertig \| – \| \| 11. Juli 2025 – 17. Juli 2025 1 Woche \| 1 \| Blackpink \| Jump Jesse Daniel Blumenfeld, Isabelle Zikai Gbotto Carlsson, Seol Jeong-hun, Park Hong-jun, Lennard Oestmann, Thomas Wesley Pentz, Claudia Annabelle Cooney \| – \| \| 18. Juli 2025 – 14. August 2025 4 Wochen \| 4 \| Huntr/x feat. Ejae, Audrey Nuna & Rei Ami \| Golden Kim Eun-jae, Mark Sonnenblick \| – \| |                                        |                                           | |                           |
| ← 2024 |                                        |                                           | |                           |
| Zeitraum | Wo. ges.                               | Interpret                                 | Titel Autor(en) | Zusätzliche Informationen |
| (Zeitraum, Wochen auf Platz eins, Interpret, Titel, Autor[en], zusätzliche Informationen) |                                        |                                           | |                           |
| 18. Oktober 2024 – 30. Januar 2025 15 Wochen | 15                                     | Rosé feat. Bruno Mars                     | Apt. Theron Makiel Thomas, Philip Martin Lawrence II, Michael Donald Chapman, Peter Gene Hernandez, Christopher Steven Brown, Rogét Lufti Chahayed, Park Chae-young, Nicholas Barry Chinn, Omer Fedi, Henry Russell Walter, Amy Rose Allen | –                         |
| 31. Januar 2025 – 13. Februar 2025 2 Wochen (insgesamt 11) | 11                                     | Lady Gaga & Bruno Mars                    | Die with a Smile Andrew Wotman, Dernst Emile, James Edward Fauntleroy II, Stefani Joanne Angelina Germanotta, Peter Gene Hernandez | –                         |
| 14. Februar 2025 – 20. Februar 2025 1 Woche | 1                                      | Kendrick Lamar feat. SZA                  | Luther Marvin Pentz Gaye Jr., Atia Chade Boggs, Samuel Joseph Dew, Kendrick Lamar Duckworth, Solána Imani Rowe | –                         |
| 21. Februar 2025 – 22. Mai 2025 13 Wochen | 13                                     | LBI利比                                   | 跳楼机 (Jumping Machine) Musik: Cheng Dan Ning, Khakimo Luoyang; Text: Jianghui | –                         |
| 23. Mai 2025 – 10. Juli 2025 7 Wochen | 7                                      | Jin                                       | Don’t Say You Love Me Wyatt Charles Bamford Sanders, Nathan Levi Fertig | –                         |
| 11. Juli 2025 – 17. Juli 2025 1 Woche | 1                                      | Blackpink                                 | Jump Jesse Daniel Blumenfeld, Isabelle Zikai Gbotto Carlsson, Seol Jeong-hun, Park Hong-jun, Lennard Oestmann, Thomas Wesley Pentz, Claudia Annabelle Cooney                                                                               | –                         |
| 18. Juli 2025 – 14. August 2025 4 Wochen | 4                                      | Huntr/x feat. Ejae, Audrey Nuna & Rei Ami | Golden Kim Eun-jae, Mark Sonnenblick | –                         |